# Lindan
Lindan, znan tudi kot gama-heksaklorocikloheksan (γ-HCH), gamaksen, Gammallin in včasih (neustrezno) benzenov heksaklorid (BHC), je organoklorova spojina, izomer heksaklorocikloheksana, ki se uporablja kot insekticid v kmetijstvu in sredstvo proti ušem ter garjam v zdravstvu.
Snov je nevrotoksin, ki moti funkcijo živčnega prenašalca GABA z vezavo na kompleks GABAA in kloridnega kanalčka. Pri človeku vpliva na živčevje, jetra in ledvice ter je verjetno karcinogen. Ni še jasno, ali je tudi hormonski motilec.
Svetovna zdravstvena organizacija razvršča lindan med »zmerno nevarne« snovi; mednarodna trgovina je regulirana po Rotterdamski konvenciji. Leta 2009 je bila proizvodnja in kmetijska uporaba prepovedana po Stockholmski konvenciji o obstojnih organskih onesnaževalih, z izjemo za zdravstveno uporabo. Predmet konvencije sta tudi alfa heksaklorocikloheksan (alfa HCH) in 
beta heksaklorocikloheksan (beta HCH), ki sta stranska proizvoda v proizvodnji lindana.